# Gainesville (Geórgia)
Gainesville é uma cidade localizada no estado americano de Geórgia, no Condado de Hall.

## Demografia
Segundo o censo americano de 2000, a sua população era de 25.578 habitantes.
Em 2006, foi estimada uma população de 33.340, um aumento de 7762 (30.3%).

## Geografia
De acordo com o United States Census Bureau tem uma área de
75,3 km², dos quais 70,1 km² cobertos por terra e 5,2 km² cobertos por água. Gainesville localiza-se a aproximadamente 379 m acima do nível do mar.

## Localidades na vizinhança
O diagrama seguinte representa as localidades num raio de 20 km ao redor de Gainesville.